# Pastewnik (województwo dolnośląskie)
Pastewnik (niem. Kunzendorf) – wieś w Polsce położona w województwie dolnośląskim, w powiecie kamiennogórskim, w gminie Marciszów, w Górach Kaczawskich.

## Podział administracyjny
W latach 1975–1998 miejscowość administracyjnie należała do województwa jeleniogórskiego.

## Położenie
Pastewnik położony jest w obrębie Grzbietu Wschodniego Gór Kaczawskich, w jego południowej części, w dolinie bezimiennego potoku płynącego na południe i wpadającego w Ciechanowicach do Bobru. Poniżej północnej części wsi ma swoje źródła Rochowicka Woda. Na wschód od wsi znajduje się najwyższy szczyt Grzbietu Wschodniego – Poręba, a zachód – Długotka, Popiel i Sośniak.

## Budowa geologiczna
Większa część wsi leży na obszarze metamorfiku kaczawskiego i jej podłoże zbudowane jest ze skał metamorficznych – głównie z zieleńców i łupków zieleńcowych, podrzędnie z diabazów, fyllitów, różnych odmian łupków serycytowych i serycytowo-kwarcowych, z niewielkimi wkładkami marmurów (wapieni krystalicznych kalcytowych i dolomitowych). Południowa część wsi leży w obrębie niecki śródsudeckiej i jest zbudowana ze skał osadowych:  zlepieńców, piaskowców, mułowce i iłowców.
Starsze skały krystaliczne przykryte są na stokach kenozoicznymi rumoszami skalnymi i glinami zboczowymi. Wreszcie w dolinie  potoku występują plejstoceńskie i holoceńskie osady: żwiry, piaski, muły (mady rzeczne).

## Radar meteo
W pobliżu wsi, na szczycie Poręby, znajduje się radar meteorologiczny, jeden z ośmiu sfinansowanych z kredytu udzielonego Polsce przez Europejski Bank Odbudowy i Rozwoju na realizację Projektu Likwidacji Skutków Powodzi.

## Zabytki
Do wojewódzkiego rejestru zabytków wpisane są obiekty:
- kościół filialny pw. św. Józefa Oblubieńca Najświętszej Maryi Panny, dawny ewangelicki, z 1786 w.
- wieża kościelna (ruina kościoła), z XVI w., przebudowanego w XVIII w.
- cmentarz
- ogrodzenie z bramką